# Summer in Abaddon
Summer in Abaddon es un álbum lanzado por la banda de rock indie Pinback.

## Listado de canciones
1. "Non Photo-Blue" – 3:43
2. "Sender" – 4:58
3. "Syracuse" – 3:49
4. "Bloods on Fire" – 4:12
5. "Fortress" – 4:10
6. "This Red Book" – 3:56
7. "Soaked" – 4:24
8. "3 X 0" – 4:00
9. "The Yellow Ones" – 3:36
10. "AFK" – 5:13
11. "Scent" (iTunes Bonus Track) - 3:34